# Hiatulopsis aureoflava
Hiatulopsis aureoflava är en svampart som beskrevs av Singer 1989. Hiatulopsis aureoflava ingår i släktet Hiatulopsis och familjen Agaricaceae.   Inga underarter finns listade i Catalogue of Life.